# Точка збереження
Точка збереження — це спосіб реалізації підтранзакцій (також відомих як вкладені транзакції) у системі керування реляційною базою даних шляхом вказання точки в транзакції, до якої можна «відкотитись», не впливаючи на роботу, виконану в транзакції до створення точки збереження. В рамках однієї транзакції може існувати кілька точок збереження. Точки збереження корисні для реалізації комплексного відновлення помилок у програмах баз даних. Якщо помилка виникає в середині транзакції з кількома операторами, програма може відновитися після помилки (шляхом відкоту до точки збереження) без необхідності переривати всю транзакцію.
Точку збереження можна оголосити, використавши вираз SAVEPOINT назва. Усі зміни, внесені після оголошення точки збереження, можна скасувати, виконавши команду ROLLBACK TO SAVEPOINT назва. Використання RELEASE SAVEPOINT назва призведе до відхилення названої точки збереження, але більше ні на що не вплине. Використання команд ROLLBACK або COMMIT також відкидає будь-які точки збереження, створені з початку основної транзакції.
Точки збереження визначені в стандарті SQL і підтримуються всіма встановленими реляційними базами даних SQL, включаючи PostgreSQL, Oracle Database, Microsoft SQL Server, MySQL, DB2, SQLite (починаючи з 3.6.8), Firebird, H2 Database Engine і Informix (починаючи з версії 11,50xC3).